# In These Times (Zeitschrift)
In These Times ist eine progressive Monatszeitschrift in den USA. Sie erscheint in Chicago.
Der Gründer, der Historiker und Journalist James Weinstein, wollte mit der Gründung „die zunehmenden Kämpfe gegen die Macht der Grossunternehmen in den USA identifizieren und klar herausstellen“. Zu den Unterstützern der Gründung gehörten Daniel Ellsberg, E. P. Thompson, Noam Chomsky, Barbara Ehrenreich, Julian Bond und Herbert Marcuse. Die Zeitschrift gibt an, insbesondere Frauen, People of Color, und Arbeiter als Informationsquellen, Themen und Zielgruppen zu haben. Neben politischen Themen hat sie auch ein Feuilleton und veröffentlicht Belletristik, zu ihren Autoren gehören Alice Walker und Kurt Vonnegut. Sie erschien zuerst im Rhythmus von zwei Wochen, seit 2006 monatlich.
Die Reporterin Silja J.A. Talvi erhielt von 2005 bis 2007 mehrere Male den Nationalpreis der Hilfsorganisation „National Council on Crime and Delinquency“ für Berichte, die zuerst bei In These Times erschienen waren. 2006 erhielt die Zeitung den Utne Independent Press Award für ihre politische Berichterstattung.